# 돌아온 울트라맨
돌아온 울트라맨(일본어: 帰ってきたウルトラマン)는 1971년 4월에 방영한 울트라 시리즈로 쇼와 울트라 시리즈 세번째 작품이다.
| 이전 울트라 세븐 | 제3대 쇼와 울트라 시리즈 1971년 4월 2일 ~ 1972년 3월 31일 | 다음 울트라맨 에이스 |